# Ninja Gaiden (computerspelserie)
Ninja Gaiden is een serie computerspellen die door Team Ninja zijn ontwikkeld en uitgegeven door Tecmo, Microsoft, Sega en Nintendo.

## Naamgeving
De spellen zijn uitgebracht onder een aantal verschillende titels. Zo is de serie in Japan bekend als Ninja Ryūkenden, in de Verenigde Staten als Ninja Gaiden, in Europa als Shadow Warriors en in Groot-Brittannië en Australië onder de titel Shadow Warriors: Ninja Gaiden.

## Gameplay
In de serie bestuurt de speler de ninja Ryu Hayabusa, die zich door hordes van vijandige speelfiguren moet vechten. Het eerste deel uit de reeks verscheen in 1988.

## Spellen in de serie
| Jaar | Titel                                                                                          | Platform                                                      |
| ---- | ---------------------------------------------------------------------------------------------- | ------------------------------------------------------------- |
| 1988 | Ninja Gaiden                                                                                   | Arcade                                                        |
| 1988 | Ninja Gaiden (VS) Shadow Warriors (EU) Ninja Ryūkenden (JP)                                    | NES, PC Engine                                                |
| 1990 | Ninja Gaiden II: The Dark Sword of Chaos (VS) Shadow Warriors II: The Dark Sword of Chaos (EU) | Amiga, DOS, NES, 3DS, Lynx                                    |
| 1991 | Ninja Gaiden III: The Ancient Ship of Doom                                                     | NES, Lynx                                                     |
| 1991 | Ninja Gaiden                                                                                   | Game Gear                                                     |
| 1991 | Ninja Gaiden Shadow                                                                            | Game Boy                                                      |
| 1992 | Ninja Gaiden                                                                                   | Master System                                                 |
| 1995 | Ninja Gaiden Trilogy                                                                           | SNES                                                          |
| 2004 | Ninja Gaiden X                                                                                 | mobiele telefoonspel                                          |
| 2004 | Ninja Gaiden                                                                                   | Xbox                                                          |
| 2004 | Ninja Gaiden Black                                                                             | Xbox                                                          |
| 2007 | Ninja Gaiden Sigma                                                                             | PlayStation 3, Vita                                           |
| 2008 | Ninja Gaiden: Dragon Sword                                                                     | DS                                                            |
| 2008 | Ninja Gaiden II                                                                                | Xbox 360                                                      |
| 2009 | Ninja Gaiden Sigma 2                                                                           | PlayStation 3, Vita                                           |
| 2012 | Ninja Gaiden 3                                                                                 | PlayStation 3, Xbox 360                                       |
| 2012 | Ninja Gaiden 3: Razor's Edge                                                                   | PlayStation 3, Xbox 360, Wii U                                |
| 2012 | 100 Banjin no Ninja Gaiden                                                                     | smartphonespel                                                |
| 2014 | Yaiba: Ninja Gaiden Z                                                                          | PlayStation 3, Xbox 360, Windows                              |
| 2021 | Ninja Gaiden: Master Collection (compilatiespel)                                               | PlayStation 4, Xbox One, Windows (via Steam), Nintendo Switch |
| 2025 | Ninja Gaiden 2 Black                                                                           | PlayStation 5, Xbox One. Xbox Series, Windows (via Steam)     |
| 2025 | Ninja Gaiden: Ragebound                                                                        | aangekondigd spel                                             |
| 2025 | Ninja Gaiden 4                                                                                 | aangekondigd spel                                             |

## Klassieke Ninja Gaiden games
Begon met een arcade game in 1988. Later in 1988 kwam een apart deel met dezelfde naam voor het Nintendo Entertainment System uit. In totaal zijn drie verschillende Ninja Gaiden games uitgekomen op de Nintendo Entertainment System. In Europa kwamen de eerste 2 delen uit als Shadow Warriors 1 en Shadow Warriors 2. Deel 3 werd nooit in Europa uitgebracht. Deze spellen waren sidescrolling, 2d actie avonturen waarin het zaak was om van links naar rechts door de werelden te vechten om zo de eindbazen te verslaan.

## Ninja Gaiden (Xbox) & (PS3)
In 2004 werd voor de Xbox een volledig 3d versie uitgebracht. Voor het eerst kon de speler hoofdrolspeler Ryu Hayabusha alle mogelijke richtingen opsturen, hierbij slechts gehinderd bij de creativiteit van de makers.
In het spel neemt Ryu het op tegen de Vigoor Empire die zijn clan hebben uitgemoord onder leiding van Doku. In het loop van het spel komt de speler van alles tegen; van normale ninja's en militairen tot zombies en geest vissen en dino's. Dit spel werd in vele recensies positief onthaald. In juli 2007 heeft Tecmo Ninja Gaiden Sigma exclusief voor de PlayStation 3 uitgebracht, wat een herbewerking is van het originele spel uit 2004.
In 2008 is Ninja Gaiden II uitgebracht, exclusief voor de Xbox 360.
Ninja Gaiden Sigma 2, een herbewerking van Ninja Gaiden II, is eind 2009 exclusief voor de PlayStation 3 uitgebracht. Een port voor de Vita verscheen onder de titel Ninja Gaiden Sigma 2 Plus.
Ninja Gaiden 3 is uitgekomen voor PlayStation 3 en Xbox 360 op 13 maart 2012.